# Liste der Baudenkmäler in Brenner
Die Liste der Baudenkmäler in Brenner (italienisch Brennero) enthält die 28 als Baudenkmäler ausgewiesenen Objekte auf dem Gebiet der Gemeinde Brenner in Südtirol.
Basis ist das im Internet einsehbare offizielle Verzeichnis der Baudenkmäler in Südtirol. Dabei kann es sich beispielsweise um Sakralbauten, Wohnhäuser, Bauernhöfe und Adelsansitze handeln. Die Reihenfolge in dieser Liste orientiert sich an der Bezeichnung, alternativ ist sie auch nach der Adresse oder dem Datum der Unterschutzstellung sortierbar.

## Liste
| Foto |                 | Bezeichnung                                                                                     | Standort                                      | Eintragung                   | Beschreibung | Metadaten                                                   |
| ---- | --------------- | ----------------------------------------------------------------------------------------------- | --------------------------------------------- | ---------------------------- | --- | ----------------------------------------------------------- |
| BW   | Datei hochladen | Antoniuskapelle beim Kreuzbachl ID: 14083                                                       | 46° 56′ 31″ N, 11° 26′ 28″ O                  | 4. Dez. 1989 (BLR-LAB 7815)  | Kapelle | KG: Gossensaß Bauparzelle: 176                              |
| ja   | Datei hochladen | Bahnhof Brenner ID: 50023                                                                       | 47° 0′ 9″ N, 11° 30′ 18″ O                    | 5. Apr. 2004 (BLR-LAB 1083)  | Bahnhof Brenner; die links in der Spalte Standort stehenden Koordinaten beziehen sich auf das Hauptgebäude; das Gebäude am Mittelbahnsteig befindet sich auf 47° 0′ 9,1″ N, 11° 30′ 20,4″ O, die Wasserstation auf 47° 0′ 12,3″ N, 11° 30′ 20,2″ O, die Lokremise/Werkstatt auf 47° 0′ 3,6″ N, 11° 30′ 14,6″ O; die zwei Bahnwärterhäuser liegen auf 46° 58′ 49,2″ N, 11° 29′ 18″ O und 46° 57′ 31,6″ N, 11° 27′ 32,6″ O. | KG: Brenner Bauparzelle: 128, 129, 137, 190, 23/3, 70       |
| ja   | Datei hochladen | Bahnhof Gossensaß mit Nebengebäude ID: 50019                                                    | 46° 56′ 17″ N, 11° 26′ 29″ O                  | 24. Jan. 2000 (BLR-LAB 115)  | Bahnhof/Remise | KG: Gossensaß Bauparzelle: 89/1, 89/2                       |
| ja   | Datei hochladen | Bahnhof Schelleberg ID: 50407                                                                   | 46° 56′ 47″ N, 11° 26′ 50″ O                  | 5. Apr. 2004 (BLR-LAB 1083)  | Bahnhof/Remise | KG: Brenner Bauparzelle: 109/1                              |
| ja   | Datei hochladen | Boden ID: 14089                                                                                 | 46° 57′ 54″ N, 11° 20′ 41″ O                  | 12. Mai 1986 (BLR-LAB 2365)  | Ländliches Wohnhaus/Bauernhof | KG: Pflersch Bauparzelle: 127, 128                          |
| ja   | Datei hochladen | Brennerbadkapelle ID: 14073                                                                     | 46° 58′ 35″ N, 11° 28′ 54″ O                  | 18. Mai 1987 (BLR-LAB 2619)  | Kirche | KG: Brenner Bauparzelle: 116                                |
| BW   | Datei hochladen | Ehemalige Sparkasse Gossensaß ID: 50521                                                         | 46° 56′ 15″ N, 11° 26′ 41″ O                  | 8. Juni 2009 (BLR-LAB 1519)  | Städtisches Wohnhaus | KG: Gossensaß Bauparzelle: 12                               |
| ja   | Datei hochladen | Ehemaliges Arbeitervereinshaus ID: 50020                                                        | 46° 56′ 21″ N, 11° 26′ 38″ O                  | 20. März 2000 (BLR-LAB 893)  | Städtisches Wohnhaus | KG: Gossensaß Bauparzelle: 153                              |
| ja   | Datei hochladen | Gasthof zum Wolf ID: 50022                                                                      | 46° 59′ 24″ N, 11° 29′ 58″ O                  | 24. Aug. 1998 (BLR-LAB 3705) | Gasthaus | KG: Brenner Bauparzelle: 219                                |
| ja   | Datei hochladen | Heidegger ID: 14088                                                                             | 46° 57′ 5″ N, 11° 23′ 44″ O                   | 28. Nov. 2005 (BLR-LAB 4589) | Ländliches Wohnhaus/Bauernhof | KG: Pflersch Bauparzelle: 68                                |
| ja   | Datei hochladen | Jogglkapelle in Gattern ID: 14091                                                               | 46° 56′ 41″ N, 11° 25′ 29″ O                  | 4. Dez. 1989 (BLR-LAB 7815)  | Kapelle | KG: Pflersch Grundparzelle: 319                             |
| ja   | Datei hochladen | Josefskapelle in Kieserengen ID: 14086                                                          | 46° 56′ 49″ N, 11° 24′ 13″ O                  | 12. Mai 1986 (BLR-LAB 2365)  | Kapelle | KG: Pflersch Bauparzelle: 52                                |
| ja   | Datei hochladen | Kreuzkapelle beim Moatner ID: 14084                                                             | 46° 56′ 30″ N, 11° 26′ 50″ O                  | 17. Okt. 1988 (BLR-LAB 6772) | Kapelle | KG: Gossensaß Grundparzelle: 391/16                         |
| ja   | Datei hochladen | Lourdeskapelle beim Hotel Gudrun ID: 50021                                                      | 46° 56′ 12″ N, 11° 26′ 50″ O                  | 24. Juli 2000 (BLR-LAB 2725) | Kapelle | KG: Gossensaß Bauparzelle: 122                              |
| ja   | Datei hochladen | Maria-Hilf-Kapelle in Vallming ID: 14085                                                        | 46° 56′ 44″ N, 11° 24′ 59″ O                  | 12. Mai 1986 (BLR-LAB 2365)  | Kapelle | KG: Pflersch Bauparzelle: 30                                |
| ja   | Datei hochladen | Maria-Schnee-Kapelle in Ast ID: 14087                                                           | 46° 57′ 3″ N, 11° 23′ 46″ O                   | 21. Aug. 1952 (MD)           | Kirche | KG: Pflersch Bauparzelle: 64                                |
| ja   | Datei hochladen | Marienkapelle am Giggelberg ID: 14072                                                           | 46° 56′ 49″ N, 11° 26′ 46″ O                  | 21. Aug. 1952 (MD)           | Kapelle | KG: Brenner Bauparzelle: 108                                |
| ja   | Datei hochladen | Palace-Hotel ID: 18036                                                                          | 46° 56′ 15″ N, 11° 26′ 45″ O                  | 12. Mai 1986 (BLR-LAB 2365)  | Hotel | KG: Gossensaß Bauparzelle: 78/1                             |
| BW   | Datei hochladen | Peckenmairhaus ID: 14075                                                                        | 46° 56′ 13″ N, 11° 26′ 42″ O                  | 21. Aug. 1952 (MD)           | Ländliches Wohnhaus/Bauernhof | KG: Gossensaß Bauparzelle: 5/1, 5/2                         |
| BW   | Datei hochladen | Peterle ID: 14071                                                                               | 46° 57′ 21″ N, 11° 27′ 25″ O                  | 18. Mai 1987 (BLR-LAB 2619)  | Ländliches Wohnhaus/Bauernhof | KG: Brenner Bauparzelle: 75                                 |
| ja   | Datei hochladen | Pfarrkirche St. Anton Abt mit Friedhofskapelle und Friedhof ID: 14090                           | 46° 57′ 54″ N, 11° 20′ 48″ O                  | 28. Nov. 2005 (BLR-LAB 4591) | Kirche | KG: Pflersch Bauparzelle: 134/1, 134/2 Grundparzelle: 624/2 |
| ja   | Datei hochladen | Pfarrkirche St. Valentin mit Bildstock ID: 14070                                                | 47° 0′ 10″ N, 11° 30′ 14″ O                   | 28. Nov. 2005 (BLR-LAB 4590) | Kirche | KG: Brenner Bauparzelle: 26                                 |
| ja   | Datei hochladen | Pfarrkirche zum Unbefleckten Empfängnis mit Friedhofskapelle St. Barbara und Friedhof ID: 14079 | 46° 56′ 20″ N, 11° 26′ 42″ O                  | 12. Mai 1986 (BLR-LAB 2365)  | Kirche | KG: Gossensaß Bauparzelle: 57, 58 Grundparzelle: 45         |
| ja   | Datei hochladen | Romstraße 8 ID: 14077                                                                           | Romstraße 8 46° 56′ 16″ N, 11° 26′ 40″ O      | 21. Aug. 1952 (MD)           | Ländliches Wohnhaus/Bauernhof | KG: Gossensaß Bauparzelle: 19                               |
| BW   | Datei hochladen | Schmiedhaus ID: 14081                                                                           | Valentinstraße 4 46° 56′ 21″ N, 11° 26′ 47″ O | 12. Mai 1986 (BLR-LAB 2365)  | Ländliches Wohnhaus/Bauernhof | KG: Gossensaß Bauparzelle: 69                               |
| ja   | Datei hochladen | Stadelgasse 5-7 ID: 14078                                                                       | Stadelgasse 5-7 46° 56′ 21″ N, 11° 26′ 40″ O  | 21. Aug. 1952 (MD)           | Ländliches Wohnhaus/Bauernhof | KG: Gossensaß Bauparzelle: 43                               |
| ja   | Datei hochladen | Wolfen ID: 14082                                                                                | 46° 56′ 16″ N, 11° 26′ 41″ O                  | 21. Aug. 1952 (MD)           | Ländliches Wohnhaus/Bauernhof | KG: Gossensaß Bauparzelle: 81                               |
| ja   | Datei hochladen | Wolfenkapelle ID: 14074                                                                         | 46° 59′ 25″ N, 11° 29′ 58″ O                  | 21. Aug. 1952 (MD)           | Kapelle | KG: Brenner Bauparzelle: 216                                |

Falls bei einem Baudenkmal keine Koordinaten bekannt sind, werden ersatzweise die Katasterdaten zum Zeitpunkt der Unterschutzstellung angegeben. Diese sind weder offiziell noch zwingend aktuell.
Die vom Landesdenkmalamt übernommenen Adressen können veraltet sein.
| Foto:   | Fotografie des Denkmals. Klicken des Fotos erzeugt eine vergrößerte Ansicht. Daneben finden sich zwei Symbole: |
| ID      | Identifikator beim Südtiroler Landesdenkmalamt                                                                 |
| KG      | Katastralgemeinde                                                                                              |
| MD      | Ministerialdekret                                                                                              |
| BLR-LAB | Beschluss der Landesregierung – Landesausschussbeschluss                                                       |